# باولو كوباياشي
باولو كوباياشي (بالبرتغالية: Paulinho Kobayashi‏) هو لاعب كرة قدم ومدرب كرة قدم برازيلي في مركز الهجوم، ولد في 9 يناير 1970 في أوساسكو في البرازيل. لعب مع أتلتيكو باراناينسي وأتلتيكو غويانيينسي وبورتوغيزا سانتيستا وجمعية بورتوغيزا الرياضية وريد بل براغانتينو ونادي برازيليا ونادي بونتي بريتا ونادي ريو برانكو ونادي سانتوس ونادي ساو كايتانو ونادي سيارا ونادي فيتوريا ونادي فيلا نوفا ونادي كاشياس دو سول ونادي مينيروس الرياضي ويونيكوس.

## وصلات خارجية
- باولو كوباياشي على موقع قاعدة بيانات كرة القدم.إي يو (الإنجليزية)
- باولو كوباياشي على موقع Soccerway.com (الإنجليزية)